# KINGレイナ
KINGレイナ（キングレイナ、本名：三浦 伶奈（みうら れいな）、1996年7月22日 - ）は、日本の総合格闘家。東京都武蔵村山市出身。

## 来歴
10年を超える柔道歴を持ち、2015年7月19日に行われた「プーチン大統領杯第41回全日本サンボ選手権大会」では女子68 kg級で優勝している。
2015年11月23日、DEEP JEWELS 10でアマチュアルールでの試合に「三浦レイナ」名義で出場したが、前日計量で契約体重をオーバーしたため、直DATEを腕ひしぎ十字固めに仕留めるも公式結果はノーコンテストとなる。

### RIZIN・DEEP
2016年、所属をこれまでの和術慧舟會HEARTSからリバーサルジム立川ALPHAに変え、11月3日のDEEP JEWELS 14で「KINGレイナ」のリングネームでプロデビュー戦を行い、身長180 cmのエリーを腕ひしぎ十字固めで一蹴しデビュー戦を飾った。
2017年2月25日、DEEP JEWELS 15で元UFCファイターのシェイナ・ベイズラーに判定勝ち。
2017年4月16日、RIZIN初参戦。体格で大きく上回るプロレスラーのジャジー・ガーベルトをグラウンドで圧倒し、腕ひしぎ十字固めで一本勝ちを収めた。この試合の後にリバーサルジム立川ALPHAを離れフリーとなった。
2017年5月20日にDEEP JEWELS 16で20 cm以上も身長が高い183 cmのクリスティーン・ハンデルにTKO勝ちを収めた。この試合後、FIGHT CLUB 428に所属を移した。
2017年7月30日、RIZIN FIGHTING WORLD GRAND-PRIX 2017 1st ROUND -夏の陣-でザ・バーバリアンの姪であるレイディー・タパの打撃に苦戦するも3-0の判定勝ち。
2017年9月16日、DEEP 79 IMPACTで初のケージマッチに挑み、キム・ヨンギに一本勝ち。
2017年10月15日、RIZIN FIGHTING WORLD GRAND-PRIX 2017 1st ROUND -秋の陣-でクリスタル・ストークスと対戦し、3R判定勝ち。
2017年12月29日、RIZIN FIGHTING WORLD GRAND-PRIX 2017 2nd ROUNDでシンディ・ダンドーワと対戦し、僅かに優位か、ほぼ互角の展開だったが1-2の判定で敗れ、キャリア初黒星となった。試合に関しては「勝ったと思ったので、すぐにでも再戦したい」と話した。
2018年8月12日、RIZIN.12でケイトリン・ヤングの長いリーチの打撃に苦しめられて判定負けを喫した。
2019年7月28日、RIZIN.17でステファニー・エッガーと対戦し、3R判定負け。

### DEEP
2019年10月22日、DEEP JEWELS 26に出場予定だったが、前日計量で契約体重（63 kg）から2.9 kgオーバー。再計量でも2.3 kgオーバーしたため失格となった。
2020年8月23日、DEEP 95 IMPACTで初のキックボクシングルールを行い、熊谷麻理奈と対戦。当初61 kg契約だったが、のちに63 kg契約に変更。2-1（29-28、29-28、28-29）の僅差の判定で勝利した。
2020年9月20日、DEEP 97 IMPACTで熊谷麻理奈とキックボクシングルールで再戦。前日計量で契約体重（63kg）から1.9kgオーバーし、3時間後の再計量でも1.5kgオーバーでクリアならなかったが、試合は行われて0-3の判定負け。

## 戦績

### プロ総合格闘技
| 総合格闘技 戦績 | 総合格闘技 戦績 | 総合格闘技 戦績 | 総合格闘技 戦績 | 総合格闘技 戦績 | 総合格闘技 戦績 | 総合格闘技 戦績 |
| --------------- | --------------- | --------------- | --------------- | --------------- | --------------- | --------------- |
| 18 試合         | (T)KO           | 一本            | 判定            | その他          | 引き分け        | 無効試合        |
| 13 勝           | 3               | 6               | 4               | 0               | 0               | 0               |
| 5 敗            | 0               | 0               | 5               | 0               | 0               | 0               |

| 勝敗 | 対戦相手                 | 試合結果                   | 大会名                                                  | 開催年月日     |
| ×    | 東よう子                 | 5分3R終了 判定0-5          | DEEP JEWELS 37 【DEEP JEWELSフェザー級王者決定戦】      | 2022年5月8日   |
| ○    | te-a                     | 1R 4:45 腕ひしぎ十字固め   | DEEP JEWELS 35                                          | 2021年12月11日 |
| ×    | 東よう子                 | 5分3R終了 判定0-3          | DEEP 101 IMPACT                                         | 2021年6月20日  |
| ○    | アンドレ・ザ・ロケット   | 1R 3:29 TKO（パウンド）    | DEEP JEWELS 28                                          | 2020年2月24日  |
| ×    | ステファニー・エッガー   | 5分3R終了 判定0-3          | RIZIN.17                                                | 2019年7月28日  |
| ○    | 上田真央                 | 1R 0:25 KO                 | DEEP JEWELS 23                                          | 2019年3月9日   |
| ○    | ジュディー・ルイス       | 5分3R 判定3-0              | DEEP JEWELS 22                                          | 2018年12月1日  |
| ×    | ケイトリン・ヤング       | 5分3R終了 判定0-3          | RIZIN.12                                                | 2018年8月12日  |
| ○    | チェ・ウンジ             | 1R 1:40 チョークスリーパー | DEEP JEWELS 20                                          | 2018年6月9日   |
| ○    | パク・ソヨン             | 1R 1:30 アームロック       | DEEP JEWELS 19                                          | 2018年3月10日  |
| ×    | シンディ・ダンドーワ     | 5分3R終了 判定1-2          | RIZIN FIGHTING WORLD GRAND-PRIX 2017 2nd ROUND          | 2017年12月29日 |
| ○    | クリスタル・ストークス   | 5分3R終了 判定3-0          | RIZIN FIGHTING WORLD GRAND-PRIX 2017 1st ROUND -秋の陣- | 2017年10月15日 |
| ○    | キム・ヨンギ             | 1R 4:48 腕ひしぎ十字固め   | DEEP 79 IMPACT                                          | 2017年9月16日  |
| ○    | レイディー・タパ         | 5分3R終了 判定3-0          | RIZIN FIGHTING WORLD GRAND-PRIX 2017 1st ROUND -夏の陣- | 2017年7月30日  |
| ○    | クリスティーン・ハンデル | 1R 4:24 TKO                | DEEP JEWELS 16                                          | 2017年5月20日  |
| ○    | ジャジー・ガーベルト     | 2R 4:54 腕ひしぎ十字固め   | RIZIN 2017 in YOKOHAMA -SAKURA-                         | 2017年4月16日  |
| ○    | シェイナ・ベイズラー     | 5分2R終了 判定3-0          | DEEP JEWELS 15                                          | 2017年2月25日  |
| ○    | エリー                   | 1R 1:57 腕ひしぎ十字固め   | DEEP JEWELS 14                                          | 2016年11月3日  |

### キックボクシング
| 勝敗 | 対戦相手   | 試合結果          | 大会名         | 開催年月日    |
| ×    | 熊谷麻理奈 | 3分3R終了 判定0-3 | DEEP 97 IMPACT | 2020年9月20日 |
| ○    | 熊谷麻理奈 | 3分3R終了 判定2-1 | DEEP 95 IMPACT | 2020年8月23日 |

### アマチュア総合格闘技
| 勝敗 | 対戦相手 | 試合結果               | 大会名         | 開催年月日     |
| －   | 直DATE   | 1R 2:06 ノーコンテスト | DEEP JEWELS 10 | 2015年11月23日 |

## エピソード
- 2017年4月26日放送のTBS系列『水曜日のダウンタウンSP』の「音声さんの巴投げ不可避説」で仕掛け人として出演。身長差30 cmもある元柔道家の篠原信一を相手に、不意打ちではあるものの綺麗な巴投げで一本を取った[29]。
- 格闘家としては珍しくヴィーガンであるとされる[30]。
- 2023年2月に男性YouTuberと共同で大麻をモチーフとしたアパレルブランドを立ち上げたことを報告。同年3月24日、乾燥大麻3.6グラムを所持していた容疑で男性とともに警視庁に逮捕された[31]。逮捕の報を受け、青木真也は『みんな知っていた』と批判コメントを行っている[30][32]。